# Operação Bullish
Operação Bullish é uma operação da Polícia Federal do Brasil deflagrada em 12 de maio de 2017 que investiga possíveis fraudes e irregularidades em aportes concedidos pelo Banco Nacional de Desenvolvimento Econômico e Social (BNDES), por meio de sua subsidiária BNDESPAR, efetuados no período de 2007 a 2011.
O juiz federal Ricardo Leite, da 10ª Vara Federal do Distrito Federal, autorizou a operação por irregularidades envolvendo empréstimos do BNDES no final de março à JBS, empresa do Grupo J&F, uma das maiores processadoras de proteína animal do mundo. A ação ocorreu quase dois meses após a decisão judicial. Em seu despacho, Leite negou a prisão dos sócios fundadores da J&F, mas proíbe que eles se desfaçam de ativos do conglomerado de empresas e excluam ou incluam sócios até a conclusão do relatório policial. Foram cumpridos 37 mandados de condução coercitiva (30 no Rio de Janeiro e sete em São Paulo) e 20 de mandados de busca e apreensão (14 no Rio e seis em São Paulo), além de medidas de indisponibilidade de bens de pessoas físicas e jurídicas que participam direta ou indiretamente da composição acionária do grupo empresarial investigado, até o limite do prejuízo gerado ao erário. O Ministério Público Federal investiga investimentos totais de 8,1 bilhões de reais. Houve suspeitas de prejuízo causado aos cofres públicos de 1,2 bilhão de reais. A empresa investigada pertence à J&F, dos irmão Joesley e Wesley Batista, e que já é investigada na Operação Greenfield, que apura o suposto uso irregular de dinheiro de fundos de pensão.
O nome da operação (numa tradução livre "em alta") adveio da tendência de valorização gerada entre os operadores do mercado financeiro em relação aos papéis da empresa, para a qual os aportes da subsidiária BNDESPAR foram imprescindíveis.
Em março de 2023, o juiz da 12ª Vara Federal Criminal do Distrito Federal, absolveu o ex-presidente do BNDES, Luciano Coutinho, o ex-ministro Guido Mantega e o filho dele, Leonardo Mantega, denunciados por formação de quadrilha, corrupção, gestão fraudulenta, prevaricação financeira e lavagem de dinheiro no âmbito da operação.